# Vrlika
Vrlika (wł. Verlicca) – miasto w Chorwacji, w żupanii splicko-dalmatyńskiej, siedziba miasta Vrlika. W 2011 roku liczyło 828 mieszkańców.